# Réotier
Réotier est une commune française située dans le département des Hautes-Alpes en région Provence-Alpes-Côte d'Azur.

## Géographie

### Climat
Pour des articles plus généraux, voir Climat de Provence-Alpes-Côte d'Azur et Climat des Hautes-Alpes.
En 2010, le climat de la commune est de type climat des marges montargnardes, selon une étude du Centre national de la recherche scientifique s'appuyant sur une série de données couvrant la période 1971-2000. En 2020, Météo-France publie une typologie des climats de la France métropolitaine dans laquelle la commune est exposée à un climat de montagne ou de marges de montagne et est dans la région climatique Alpes du sud, caractérisée par une pluviométrie annuelle de 850 à 1 000 mm, minimale en été.
Pour la période 1971-2000, la température annuelle moyenne est de 9,4 °C, avec une amplitude thermique annuelle de 19 °C. Le cumul annuel moyen de précipitations est de 872 mm, avec 7 jours de précipitations en janvier et 6,1 jours en juillet. Pour la période 1991-2020, la température moyenne annuelle observée sur la station météorologique de Météo-France la plus proche, « St Crépin », sur la commune de Saint-Crépin à 5 km à vol d'oiseau, est de 10,0 °C et le cumul annuel moyen de précipitations est de 743,9 mm. 
La température maximale relevée sur cette station est de 38,3 °C, atteinte le 23 août 2023 ; la température minimale est de −20,6 °C, atteinte le 18 décembre 2010,,.
Les paramètres climatiques de la commune ont été estimés pour le milieu du siècle (2041-2070) selon différents scénarios d'émission de gaz à effet de serre à partir des nouvelles projections climatiques de référence DRIAS-2020. Ils sont consultables sur un site dédié publié par Météo-France en novembre 2022.

## Urbanisme

### Typologie
Au 1er janvier 2024, Réotier est catégorisée commune rurale à habitat très dispersé, selon la nouvelle grille communale de densité à 7 niveaux définie par l'Insee en 2022.
Elle est située hors unité urbaine et hors attraction des villes,.

### Occupation des sols
Le tableau ci-dessous présente l'occupation des sols de la commune en 2018, telle qu'elle ressort de la base de données européenne d’occupation biophysique des sols Corine Land Cover (CLC).
| Type d’occupation                             | Pourcentage | Superficie (en hectares) |
| --------------------------------------------- | ----------- | ------------------------ |
| Prairies et autres surfaces toujours en herbe | 2,3 %       | 51                       |
| Systèmes culturaux et parcellaires complexes  | 5,9 %       | 131                      |
| Forêts de conifères                           | 41,5 %      | 925                      |
| Pelouses et pâturages naturels                | 27,1 %      | 605                      |
| Landes et broussailles                        | 0,5 %       | 12                       |
| Forêt et végétation arbustive en mutation     | 5,2 %       | 117                      |
| Plages, dunes et sable                        | 1,6 %       | 36                       |
| Roches nues                                   | 6,2 %       | 140                      |
| Végétation clairsemée                         | 9,5 %       | 212                      |
| Source : Corine Land Cover                    |             |                          |

## Toponymie
Le nom de la localité est attesté sous la forme Mons Reortierus au XIIe siècle dans le cartulaire de l’abbaye de Boscodon ; Castrum Reoterio en 1202, souligne la présence d'un château, Reorterium en 1265, De Rorterio en 1331, Riortier en 1343.
Réotier a pour origine la racine pré-latine ras-, dérivée de car- qui désigne « une hauteur, un rocher ».

## Histoire
Après l'acquisition de l’Embrunais en 1342, le Dauphin nomma un châtelain à Réotier afin de protéger ses sujets contre les usurpations, supposées ou réelles, de l'archevêque d'Embrun, alors seigneur de Guillestre. Lorsque la puissance des archevêques eut été amoindrie par l’influence croissante en Dauphiné du roi de France, la châtellenie de Réotier n’eut plus de raison d’être.
Les mêmes magistrats étaient généralement titulaires de la châtellenie d’Embrun et de celle de Réotier. Cependant, au moins trois châtelains de Réotier ne le furent pas d’Embrun : Guillaume d’Entrevennes (1284), Merlin Morel (1372) et Jacques Gontier (1479-1483).

## Politique et administration

### Liste des maires
| Période                                  | Période  | Identité       | Étiquette | Qualité        |
| ---------------------------------------- | -------- | -------------- | --------- | -------------- |
| Les données manquantes sont à compléter. |          |                |           |                |
| mars 2001                                | En cours | Marcel Cannat, |           | Ancien employé |

### Intercommunalité
Réotier fait partie:
- de 2001 à 2017, de la communauté de communes du Guillestrois ;
- depuis le 1er janvier 2017, de la communauté de communes du Guillestrois et du Queyras[17].

## Démographie

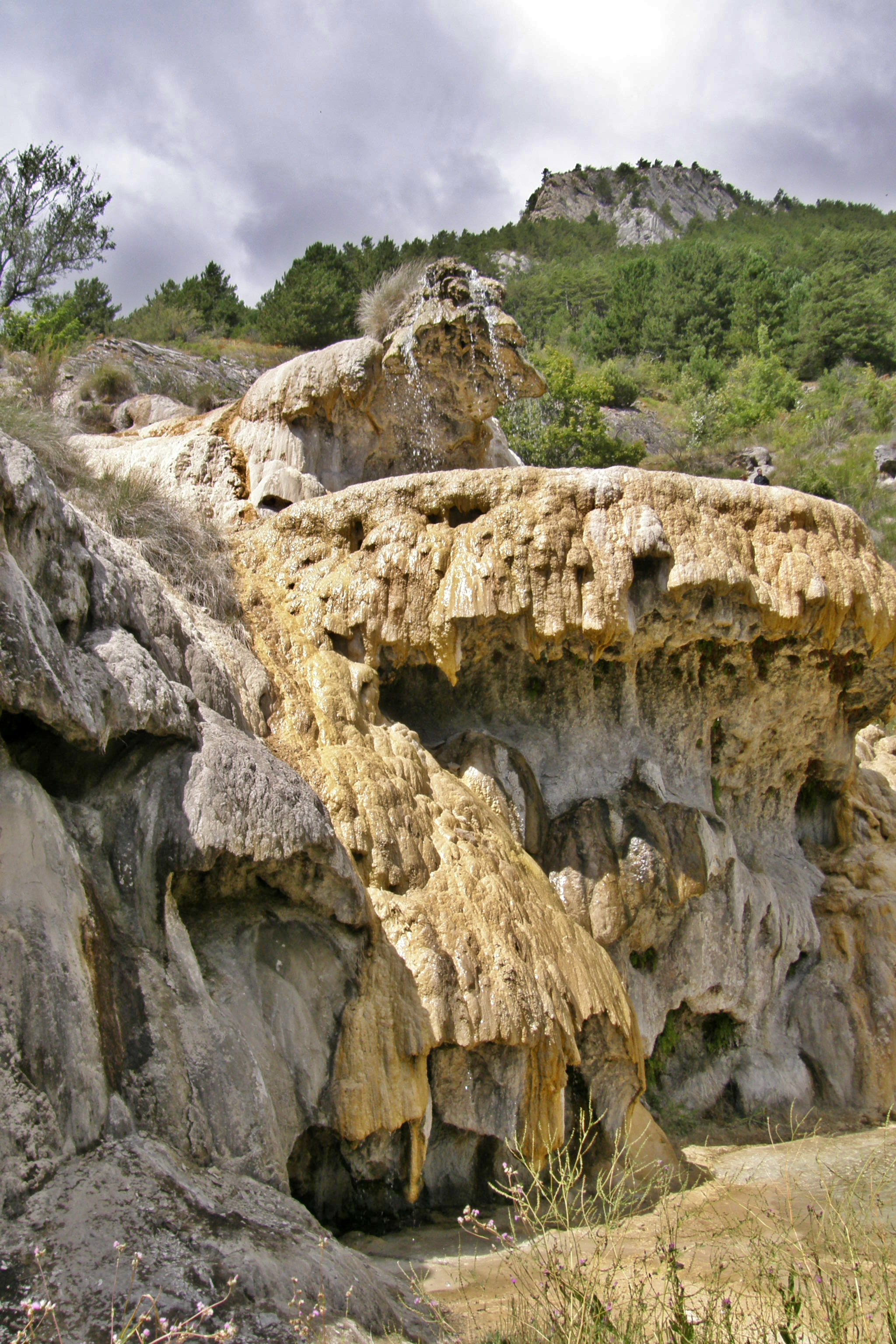
Fontaine pétrifiante de Réotier. France.

L'évolution du nombre d'habitants est connue à travers les recensements de la population effectués dans la commune depuis 1793. Pour les communes de moins de 10 000 habitants, une enquête de recensement portant sur toute la population est réalisée tous les cinq ans, les populations de référence des années intermédiaires étant quant à elles estimées par interpolation ou extrapolation. Pour la commune, le premier recensement exhaustif entrant dans le cadre du nouveau dispositif a été réalisé en 2004.

En 2022, la commune comptait 213 habitants, en évolution de +9,23 % par rapport à 2016 (Hautes-Alpes : +0,4 %, France hors Mayotte : +2,11 %).
| 1793 | 1800 | 1806 | 1821 | 1831 | 1836 | 1841 | 1846 | 1851 |
| ---- | ---- | ---- | ---- | ---- | ---- | ---- | ---- | ---- |
| 576  | 526  | 559  | 436  | 493  | 540  | 566  | 576  | 570  |

| 1856 | 1861 | 1866 | 1872 | 1876 | 1881 | 1886 | 1891 | 1896 |
| ---- | ---- | ---- | ---- | ---- | ---- | ---- | ---- | ---- |
| 610  | 540  | 528  | 488  | 516  | 520  | 509  | 505  | 453  |

| 1901 | 1906 | 1911 | 1921 | 1926 | 1931 | 1936 | 1946 | 1954 |
| ---- | ---- | ---- | ---- | ---- | ---- | ---- | ---- | ---- |
| 365  | 353  | 360  | 300  | 292  | 272  | 259  | 201  | 181  |

| 1962 | 1968 | 1975 | 1982 | 1990 | 1999 | 2004 | 2006 | 2009 |
| ---- | ---- | ---- | ---- | ---- | ---- | ---- | ---- | ---- |
| 172  | 163  | 132  | 128  | 136  | 161  | 178  | 178  | 201  |

| 2014 | 2019 | 2022 | - | - | - | - | - | - |
| ---- | ---- | ---- | - | - | - | - | - | - |
| 198  | 209  | 213  | - | - | - | - | - | - |

## Lieux et monuments
- L'église Saint-Michel, entièrement rénovée avec des fonds publics mais non reconnue par l'Église catholique. Elle est inscrite à l'Inventaire général du patrimoine culturel[22].
- Chapelle Notre-Dame-des-Neiges de Réotier. L'édifice a été inscrit au titre des monuments historiques en 1995[23].
- Chapelle Saint-Roch du Truchet - Les Lajards.
- La fontaine pétrifiante de Réotier. Un phénomène chimique est à son origine : l'eau chaude chargée en calcium remonte par un système de failles associées à la Durance. Une fois à l'air libre, les réactions chimiques la chargent en carbonate de calcium qui trop lourd se dépose en couches successives pour former des draperies de concrétions. Elle est située sur la même ligne que la source du plan de Phazy, à 2 km de là sur la grande faille de la Durance[24].

## Héraldique
| Blason de Réotier | Blason  | D'argent au lion de sable armé et lampassé de gueules, au chef de sinople chargé de deux huchets d'or liés de gueules. |
| Blason de Réotier | Détails | Le statut officiel du blason reste à déterminer.                                                                       |